# Filomena Delli Castelli
Pour les articles homonymes, voir Delli et Castelli.
Filomena Delli Castelli, née le 28 septembre 1916 à Città Sant'Angelo (Italie) et morte le 22 décembre 2010 à Pescara (Italie), est une femme politique italienne. Sous la bannière de la Démocratie chrétienne (DC), elle est membre de l'Assemblée constituante de la République italienne entre 1946 et 1948 puis députée entre 1948 et 1958.

## Biographie
Filomena Delli Castelli est née à Città Sant'Angelo en 1916. Après que son père ait émigré en Amérique, elle est élevée par sa mère. Elle étudie la littérature et la philosophie à l'université catholique du Sacré-Cœur de Milan, puis travaille comme enseignante. Membre du mouvement de jeunesse de l'Action catholique italienne, elle en devient la présidente, tout en étudiant en maîtrise. Elle rejoint également la Fédération des universitaires catholiques italiens en 1940. Pendant la Seconde Guerre mondiale, elle est professeure dans un séminaire. Elle est aussi infirmière à la Croix-Rouge italienne et fait partie de la résistance anti-allemande. Elle s'occupe des réfugiés dans la province de Pescara.
Après avoir rejoint le parti Démocratie chrétienne (DC), Filomena Delli Castelli devient secrétaire provinciale de sa section féminine. En 1945, elle s'installe à Rome pour travailler au service de presse du président du Conseil. Aux élections constituantes de 1946, elle est la candidate du parti Démocratie chrétienne dans la circonscription de L'Aquila. Elle devient l'une des 21 premières femmes parlementaires de l'histoire de l'Italie. Elle est réélue députée en 1948 et devient en 1951 maire de Montesilvano, poste qu'elle occupe jusqu'en 1955. Bien qu'elle ait perdu son siège au Parlement lors des élections de juin 1953, elle revient à la Chambre des députés en décembre 1953, remplaçant Giuseppe Castelli Avolio (it), démissionnaire après sa nomination comme magistrat. Elle perd de nouveau son siège aux élections de 1958.
Filomena Delli Castelli travaille ensuite pour la RAI jusqu'en 1975, notamment à la télévision destinée aux enfants, après quoi elle déménage à Pescara. Elle y meurt en 2010. En 2019, l'un des ponts entre Città Sant'Angelo et Montesilvano est baptisé de son nom.